# Викторовице
Викторови́це (пол. Wiktorowice) — село в Польше в сельской гмине Коцмыжув-Любожица Краковского повета Малопольского воеводства

## География
Село располагается в 13 км от административного центра воеводства города Краков.
В 1975—1998 годах село входило в состав Краковского воеводства.

## Население
По состоянию на 2013 год в селе проживало 273 человека.
| Перепись  | Всего   | Всего | Женщины | Женщины | Мужчины | Мужчины |
| --------- | ------- | ----- | ------- | ------- | ------- | ------- |
| Единицы   | человек | %     | человек | %       | человек | %       |
| Население | 273     | 100   | 138     |         | 125     |         |